# مدیریت پایدار جنگل

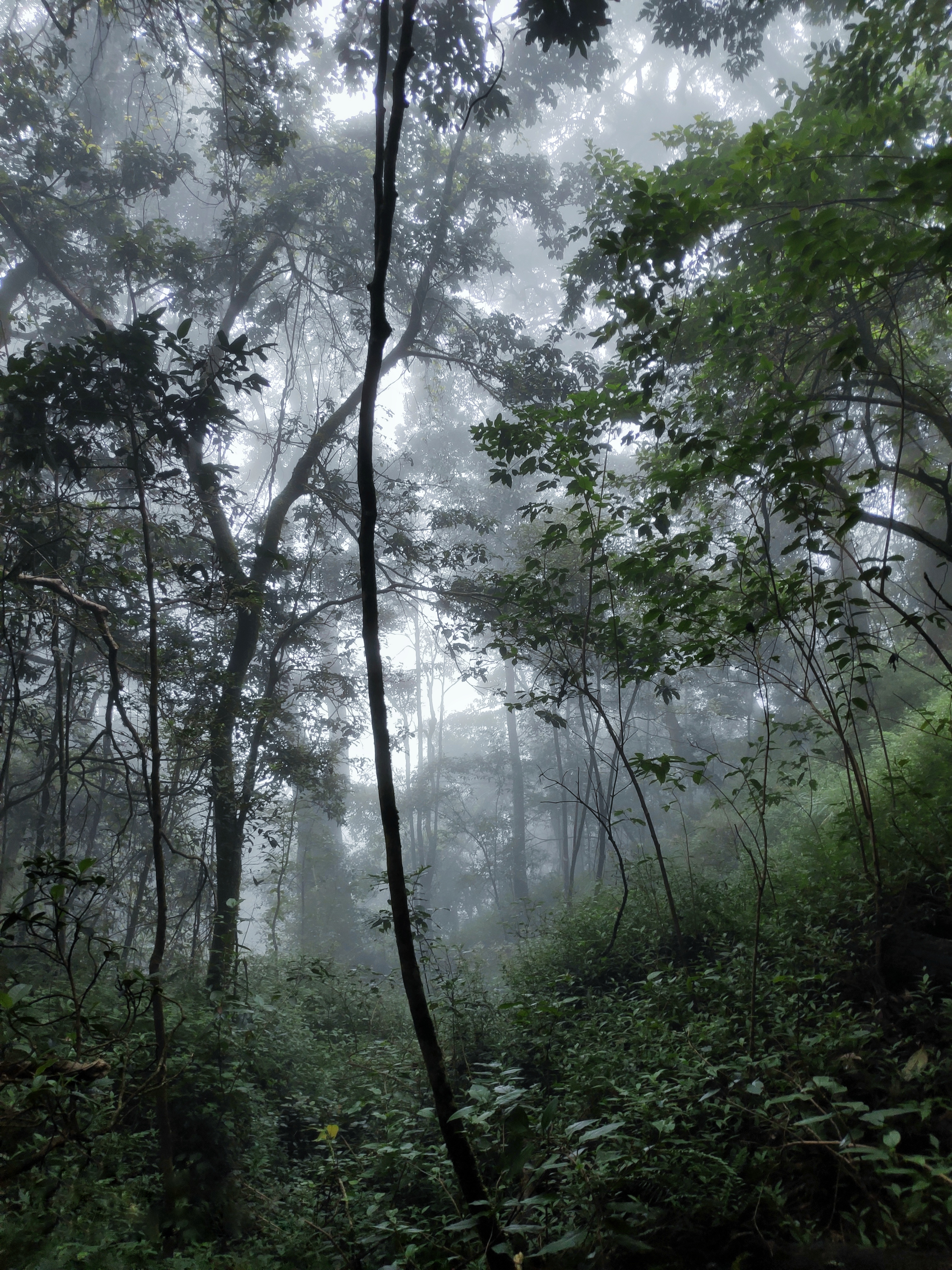
مدیریت پایدار جنگل نیازها و محدودیت‌های اجتماعی-اقتصادی، فرهنگی و بوم‌شناختی محلی را متعادل می‌کند.

مدیریت پایدار جنگل (به انگلیسی: Sustainable forest management)، مدیریت جنگل‌ها بر پایهٔ اصول توسعه پایدار است. مدیریت پایدار جنگل باید تعادل را بین سه رکن اصلی حفظ کند: بوم‌شناختی، اقتصادی و اجتماعی-فرهنگی. جنگلداری پایدار می‌تواند برای برخی افراد متناقض به نظر برسد زیرا عمل قطع درختان پایدار نیست. با این حال، هدف جنگلداری پایدار این است که اجازه دهد تعادلی بین جنگلداری اخلاقی و حفظ تنوع زیستی از طریق حفظ الگوهای طبیعی آشفتگی و بازسازی پیدا شود. دستیابی موفقیت‌آمیز به مدیریت پایدار جنگل مزایای یکپارچه‌ای را برای همه فراهم می‌کند، از حفاظت از معیشت محلی گرفته تا حفاظت از تنوع زیستی و اکوسیستم‌های ارائه شده توسط جنگل‌ها، کاهش فقر روستایی و کاهش برخی پیامدهای تغییر آب و هوایی. حفاظت از جنگل برای جلوگیری از تغییر آب و هوایی ضروری است.